# 干果木属
干果木属（学名：Xerospermum）是无患子科下的一个属，为乔木或灌木植物。该属共有约20种，分布于印度、马来西亚至中印半岛。